# Ennetach
Ennetach ist ein Teilort der Stadt Mengen mit 1652 Einwohnern (Stand: 20. Dez. 2010) im Landkreis Sigmaringen (Baden-Württemberg).

## Geographie

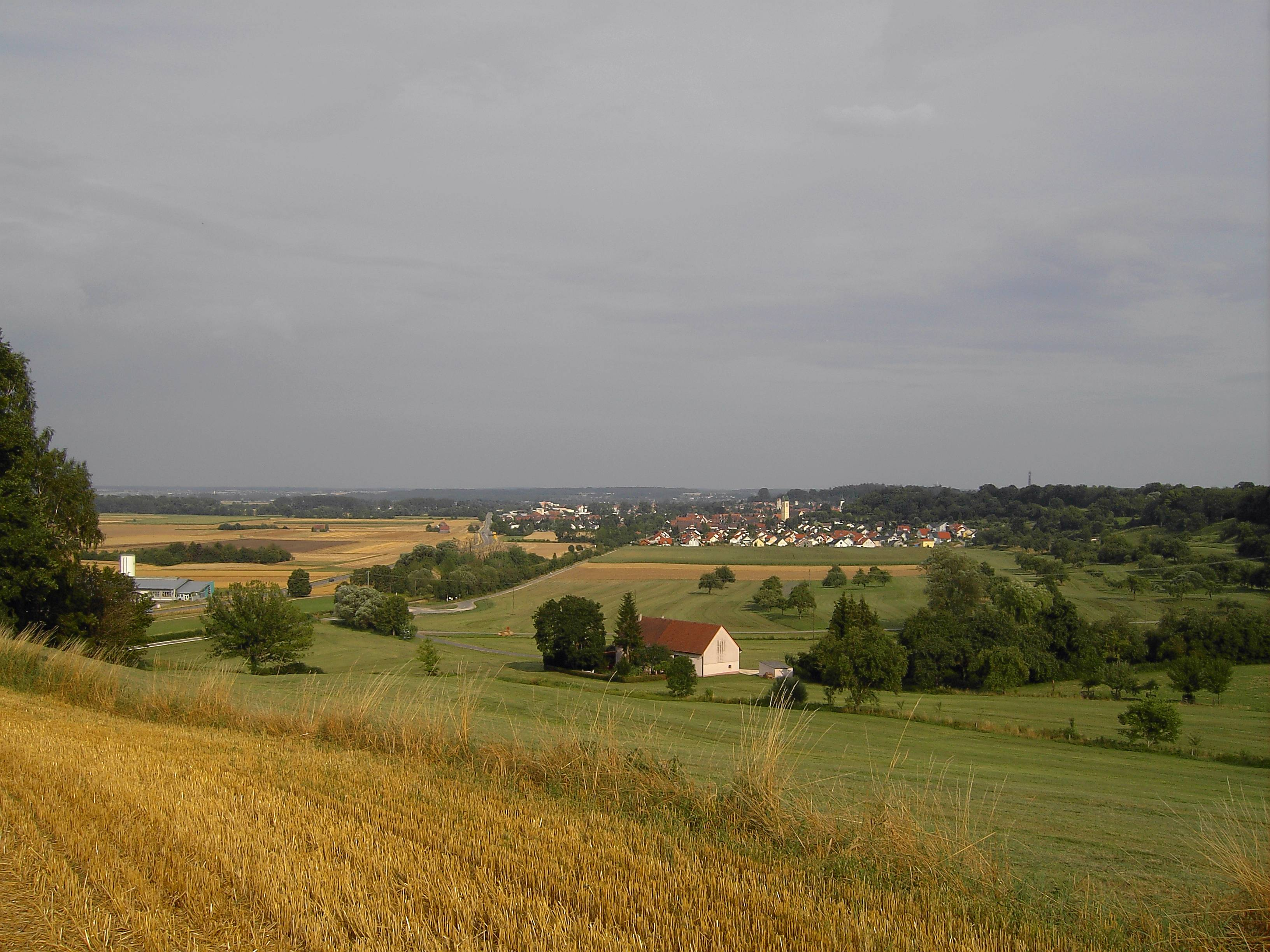
Blick nach Ennetach aus Richtung Westen

Ennetach liegt im Donautal (Naturpark Obere Donau) nördlich der Ablach. Im Nordwesten befindet sich die Stadt Scheer, im Süden die Stadt Mengen und im Osten die Gemeinde Herbertingen. Die Gemarkungsfläche umfasst rund 832 Hektar (Stand: 23. Dez. 2010).

## Geschichte
Aufgrund der siedlungsgeographisch besonders günstigen Lage im sich ab Scheer ausweitenden Donautal erfolgte schon eine frühzeitige Besiedelung. Diese begann ausweislich der Funde bereits in der Steinzeit und erfolgte kontinuierlich über die Bronzezeit (frühe Hallstattzeit 1200-800 v. Chr.) bis zur frühen Eisenzeit (Hallstattzeit 800-400 v. Chr.).

Als wahrscheinlich anzunehmen ist, dass hier das keltische Bragodurum (= Hochturm) lag. Eine große Zahl von Reisewegen und Heerstraßen aus allen Richtungen führte auf diesen Punkt zu und traf sich hier. Im Donautal im Gewann Gereut wurde eine Viereckschanze aus der Keltenzeit ausgegraben.

So verwundert es kaum, dass die Römer, als sie die Donau als Grenze der Provinz Raetien gen Norden hin in den Jahren 41–54 n. Chr. befestigten, ein Kastell auf dem Ennetacher Berg (Kastell Ennetach) anlegten und sich unterhalb dieses Lagers eine römische Siedlung (Vicus) entwickelte. Aus der ursprünglich reinen Befestigungsanlage Ennetach wurde mit der Zeit ein römisches Straßendorf. Dieses sollte etwa 200 Jahre lang bis zum Ende der römischen Herrschaft um die Mitte des 3. Jahrhunderts n. Chr. Bestand haben.
In der Zeit des frühen Mittelalters (400–800 n. Chr.) begann die so genannte alamannische Landnahme. In dieser Zeit ließ sich zu beiden Seiten der Ablach eine Hundertschaft Alamannen unter ihrem Führer „Mago“ nieder und gründete eine Siedlung. So entstand zunächst eine gemeinsame Siedlung Magoingen, später Maingen, Meiengen, zuletzt Mengen.

Als ab 536 die Franken die Gegend besetzten, begann auch die Christianisierung. Etwa um 600 nahm Magoingen den katholischen Glauben an und um 700 war die Missionierung abgeschlossen. Linksseitig wie rechtsseitig der Ablach wurden Kirchen gegründet. 808 wird bereits eine Kirche in Ennetach (also linksseitig der Ablach) als Mittelpunkt des Ratoldesbuchgaues urkundlich erwähnt.

819 vermählte sich der Frankenkönig Ludwig der Fromme in zweiter Ehe mit Judith, Tochter von Welf I.; aus diesem Anlass schenkte Ludwig der Fromme im selben Jahr die „Villa Maginga“ (größtenteils der linksseitige Ort = Ennetach) dem Kloster Buchau. Er nahm die „Villa Maginga“ unter seinen persönlichen Schutz und erteilte ihr königliche Immunitätsrechte. Der Name „Ennetach“ rührt von „Mengen ennet Ach“, d. h. jenseits der Ach (Ablach), her.
Etwa um 1260 muss Ennetach an die Grafschaft Scheer gekommen sein. Um 1280 wurde das Kloster Ennetach gegründet. 1287 wurde Ennetach habsburgisch, als die Besitzungen der Grafschaft Scheer an Habsburg verkauft werden mussten.
Im Jahre 1343 wurde Ennetach durch den Grafen Ulrich III. von Württemberg, der gegen die mit ihm verwandten Grafen von Grüningen-Landau kämpfte, weitgehend zerstört und die schon im 9. Jahrhundert vom Stift Buchau gegründete Pfarrkirche abgebrannt. Nur der um 1100 auf den Mauerresten eines römisch-keltischen Hochturmes erbaute Kirchturm (Umfang 8 × 8 Meter, Höhe 45 Meter) blieb weitgehend unversehrt.
1375 gemeindete Herzog Leopold von Österreich Ennetach nach Mengen ein.

1384 verpfändete Herzog Leopold Mengen mit Ennetach an die Truchsesse von Waldburg.

1450 erhielt Ennetach eigene Gesetze und Statuten.

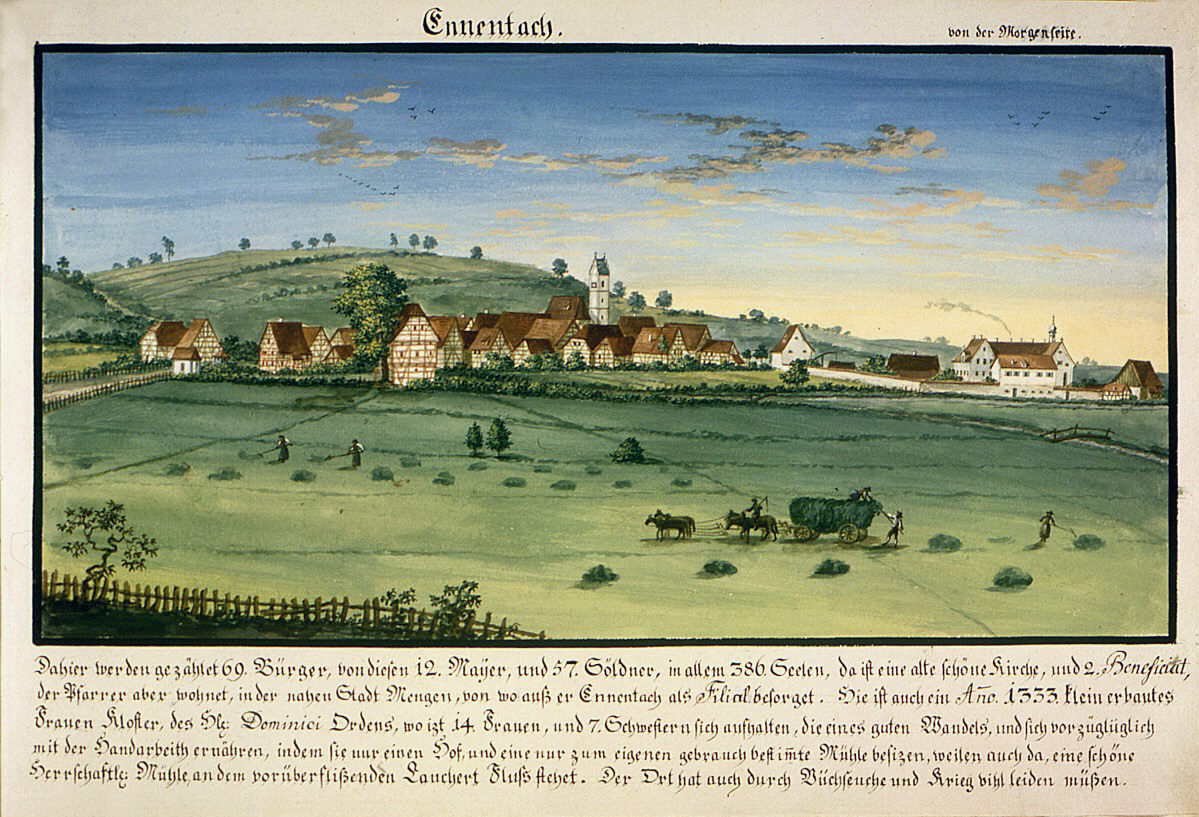
Ennetach mit Dominikanerinnenkloster (Aquarell von 1805)

1464 wurde die Gemarkung Ennetach von Mengen getrennt. 1554 erfolgte die endgültige Trennung von Mengen unter dem Namen Ennetach (zuvor „Mengendorf“).

1680 wurde Mengen aus der Pfandschaft der Truchsesse von Waldburg ausgelöst. Ennetach verblieb dort bis 1786, als es an die Herrschaft von Thurn und Taxis fiel.

1806 wurde Ennetach württembergisch.

Am 1. Juli 1972 erfolgte die Eingemeindung in die Stadt Mengen.

## Politik

### Wappen
Das Wappen von Ennetach zeigt in Blau ein Schild oben in Gold ein liegender Mond, unten in Silber ein stilisierter Flusslauf.

### Ortsvorsteher
Derzeitiger Ortsvorsteher ist Thomas Rädle (seit 2024)
Ehemalige Ortsvorsteher:
- 1995–2024: Wolfgang Eberhart
- 1972–1995: Alfons Müller

## Kultur und Sehenswürdigkeiten

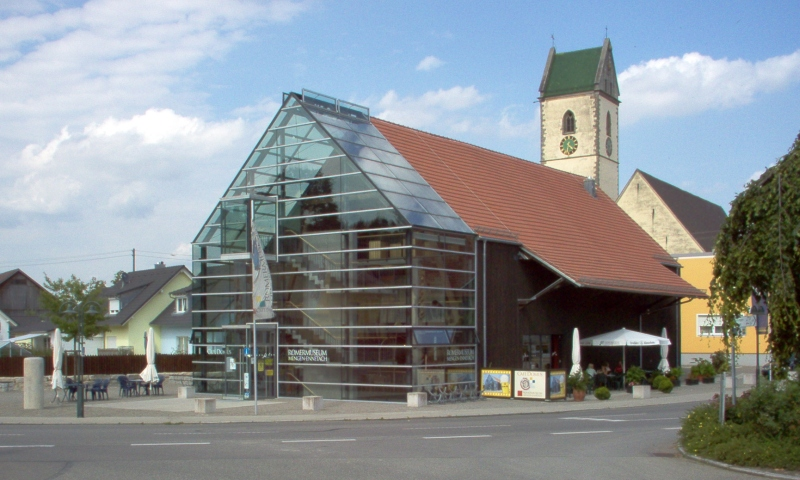
Römermuseum Ennetach

### Museum
- ehemaliges Römermuseum Mengen-Ennetach in der Ortsmitte an der Kastellstraße, 2015 geschlossen
- Archäologischer Wanderweg zu den Fundstellen u. a. des römischen Kastells und eines römischen Bades

### Bauwerke

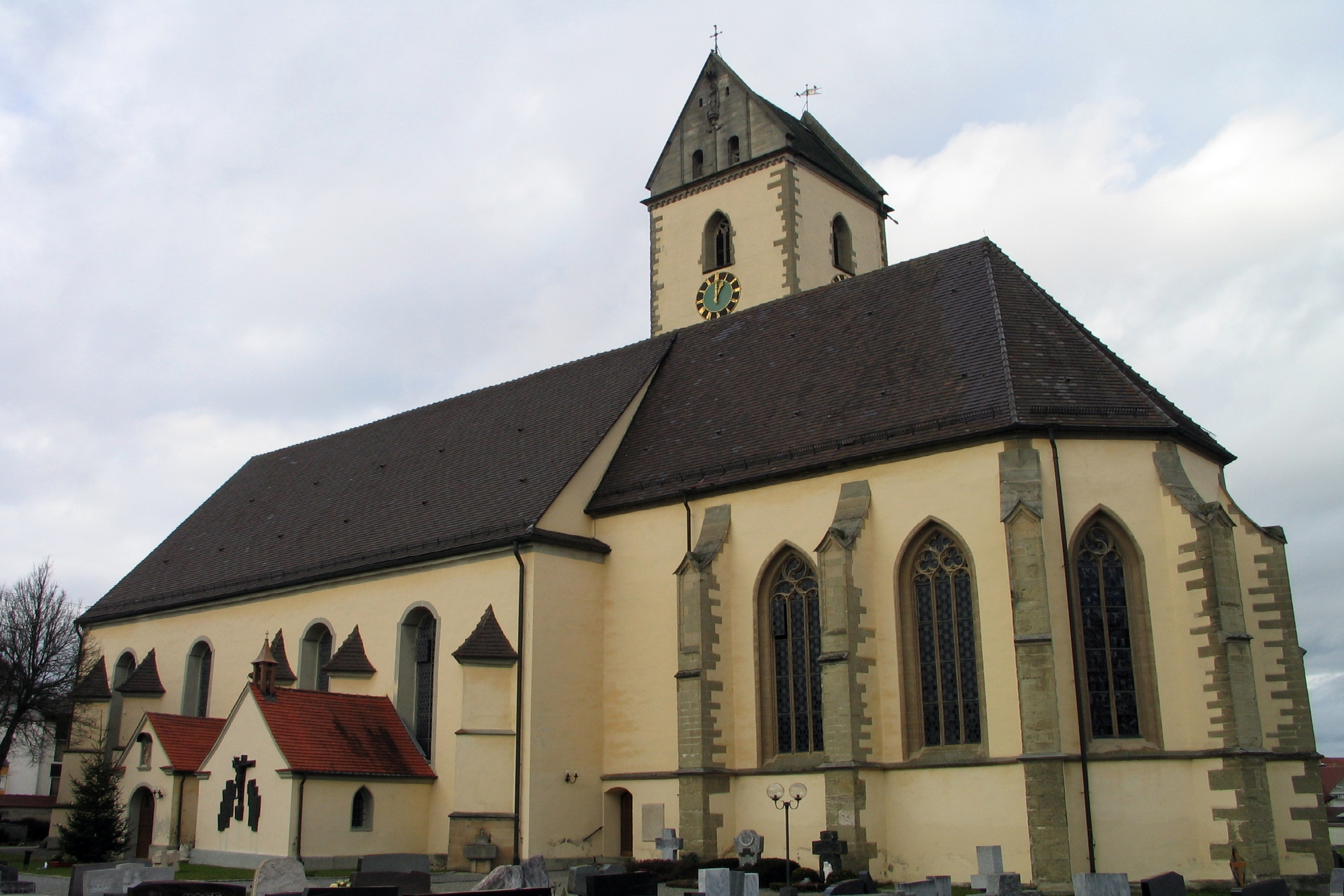
Pfarrkirche St. Cornelius und Cyprian

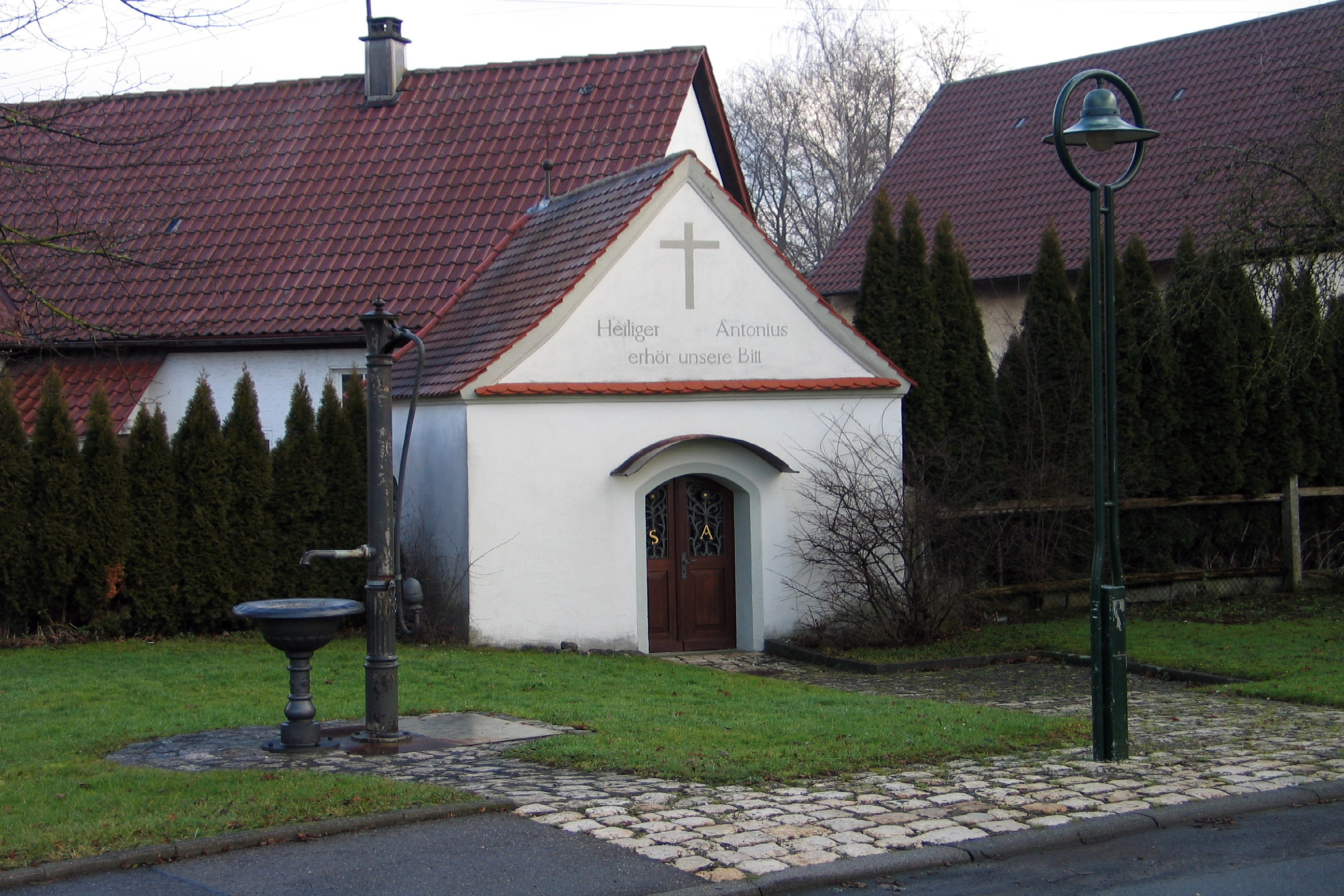
Antoniuskapelle

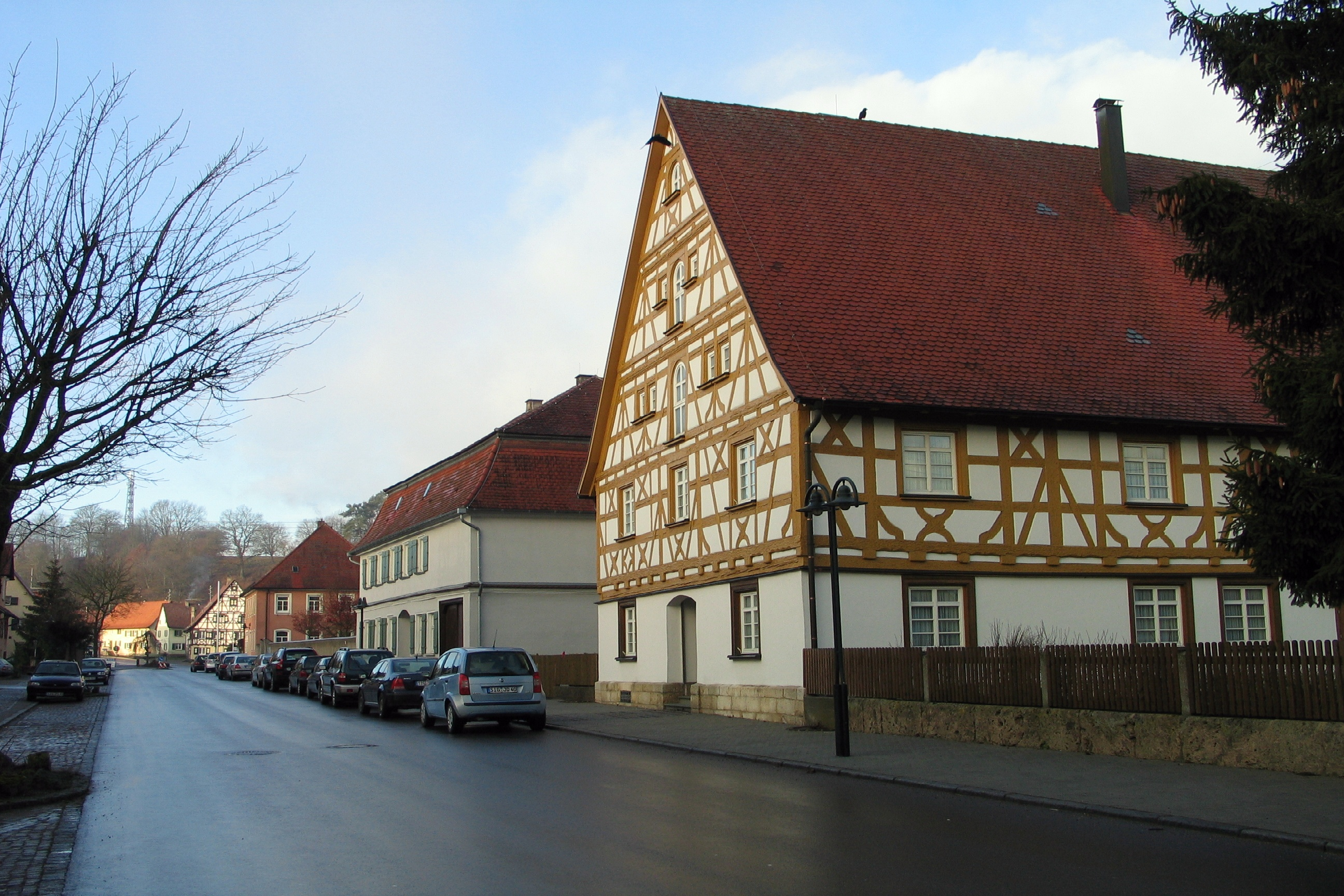
Kastellstraße mit Pfarrhaus im Vordergrund

Großes Haus

- Die katholische Pfarrei St. Cornelius und Cyprian kann seit dem Jahr 819 die beiden Heiligen Cornelius und Cyprian als Pfarrkirchenpatrone aufweisen. Aufgrund der Schenkung der „Villa Maginga“ mit Kirche im Jahr 819 an das Kloster Buchau kamen in diesem Jahr Partikel der Reliquien der beiden Heiligen vom Kloster Buchau nach Ennetach. Nach dem Verzeichnis von Zender sind sie 1275 und 1344 erneut als Patrone belegt. Als Patronatskirche des Klosters Buchau hatte denn auch die Buchauer Äbtissin das Präsentationsrecht in Ennetach. Das heutige Kirchengebäude stammt aus dem Jahr 1491, es wurde nach den Plänen des Stuttgarter Baumeisters Alberlin Jörg gebaut. Der Turm stammt aus dem Jahr 1100. Bemerkenswert in der Dorfkirche sind die Werke des Ulmer Meisters Jörg Syrlin des Jüngeren (Kreuzigungsgruppe, 1496; Dreisitz (so genannter Levitenstuhl), 1506; Chorgestühl, 1509). Die gotischen Spitzenschnitzereien stammen von Weckmann dem Älteren. Ältester Zeuge in der Kirche ist ein aus dem Jahr 1299 stammender Taufstein. Die bekannten Ennetacher Altartafeln von Jörg Stocker aus dem Jahr 1496 sind inzwischen in der fürstlichen Kunstsammlung im Schloss Sigmaringen.
- Die Antoniuskapelle ist ein Sakralbau aus dem 16. Jahrhundert und wurde 1541 erstmals erwähnt.
- Das Bildstöckle Maruschel mit einer wertvollen Pietà befindet sich auf dem Hipfelsberg auf einer Wiese mit dem Flurnamen „Maruschel“. Bildstöckle und Pietà sind beide wahrscheinlich aus dem 17. oder frühen 18. Jahrhundert und gehörten zum Ennetacher Dominikanerinnenkloster. Heute werden sie von der Familie Stützle gepflegt. In den 1970er-Jahren ließ die Familie die Pietà aufwendig restaurieren: Die Fassung war verwittert, der Sockel marode. 2015 wurde das Bildstöckle mit Mitteln des Heimat- und Geschichtsvereins grundlegende saniert: Das Dach wurde neu gebaut und mit historischen grün glasierten Ziegeln gedeckt. Ein neues Marmorkreuz krönt das Dach und ersetzt das alte Betonkreuz. Ein neues Sandsteingesims umläuft den Sockel. Das Bildstöckle ist neu verputzt und frisch gestrichen. Das Bildstöckle ist ein stattliches Gebäude und bildet blumengeschmückt eine Station bei der traditionellen Öschprozession an Christi Himmelfahrt.[5]
- Das Ennetacher Pfarrhaus stammt aus der Zeit Ende 18. Jahrhundert / Anfang 19. Jahrhundert.
- Das Große Haus befindet sich an der Kastellstraße.
- An der Bundesstraße 32 zwischen Mengen und Scheer befindet sich an der Abzweigung nach Ennetach ein Kleindenkmal.[6]
- Käsbrunnen: Der 1978 im Zuge der Dorfsanierung von Elmar Daucher (1932–1989) aus Oggelshausen geschaffene Steinbrunnen nimmt Bezug auf die römische Vergangenheit von Ennetach. Das Brunnenbecken wurde in der Form eines römischen Kastells angelegt, das im 1. nachchristlichen Jahrhundert als Station der römischen Expansion zur Donau und sodann bis zum Limes tatsächlich hier bestanden hat. Die Brunnensäule wiederum erinnert an die eleganten Formen Schweizer Käse.

## Wirtschaft und Infrastruktur

### Verkehr
Der Ort liegt an der Bahnstrecke Ulm–Sigmaringen. Derzeit halten in Ennetach aber keine Züge mehr. Den Öffentlichen Personennahverkehr organisiert der Verkehrsverbund Neckar-Alb-Donau (NALDO). Die Bundesstraßen 32 (Hechingen - Ravensburg) und 311 (Geisingen - Ulm) führen ebenfalls durch die Gemeinde.

### Ansässige Unternehmen
- Buck GmbH & Co. KG (Nudelspezialitäten Gaggli-Nudeln)
- Löw Josef GmbH & Co. KG (Sägewerk und Holzgroßhandel)

### Bildung und Erziehung
- Kindergarten St. Christophorus (katholisch)

## Tourismus
Ennetach liegt im Naturpark Obere Donau. Der Donauradwanderweg führt ebenfalls durch den Ort. Die Ausgrabungen rund um das Kastell Ennetach werden im örtlichen Römermuseum ausgestellt. An der Frühkeltischen Höhensiedlung am Ennetacher Berg beginnt auch die Oberschwäbische Keltenstraße, die mit Hilfe von GPS-Koordinaten an Orte führt, wo man Überbleibsel der keltischen Kultur fand.

## Persönlichkeiten
- Karl Bosch (* 1937 in Ennetach), Mathematiker, Statistiker und Hochschullehrer